# Cantone di Lavoûte-Chilhac
Il Cantone di Lavoûte-Chilhac era una divisione amministrativa dell'Arrondissement di Brioude.
A seguito della riforma approvata con decreto del 17 febbraio 2014, che ha avuto attuazione dopo le elezioni dipartimentali del 2015, è stato soppresso.

## Composizione
Comprendeva 13 comuni:
- Ally
- Arlet
- Aubazat
- Blassac
- Cerzat
- Chilhac
- Lavoûte-Chilhac
- Mercœur
- Saint-Austremoine
- Saint-Cirgues
- Saint-Ilpize
- Saint-Privat-du-Dragon
- Villeneuve-d'Allier